# Aguilar de Campoo
Aguilar de Campoo è un comune spagnolo di 7 196 abitanti situato nella comunità autonoma di Castiglia e León nella provincia di Palencia, capoluogo della comarca della Montaña Palentina a 900 metri sul livello del mare, presso un bacino artificiale formato dal fiume Pisuerga.

## Geografia
La comarca di Campoo è formata da 262 località distribuite nei territori delle odierne province di Palencia e Burgos. Il nome Campoo deriva dall'ebraico e significa Valle e Aguilar da Aguila, cioè Aquila. Dista 100 km da Palencia, 82 da Burgos, 102 da Santander e 150 da Valladolid. La sua economia è basata sull'agricoltura e l'allevamento del bestiame, su una modesta attività industriale tessile e, soprattutto, sull'industria alimentare dolciaria prevalentemente dedita alla produzione dei biscotti. Si calcola che il 90% dei biscotti mangiati dagli spagnoli sia prodotto dalle fabbriche di Aguilar, che, come materie prime, usano le farine dei cereali prodotti e macinati nella zona e lo zucchero e altri ingredienti provenienti dalle ex colonie spagnole e sbarcati nel porto di Santander.
Si sta anche incrementando il turismo sportivo che utilizza il grande bacino artificiale dove è possibile esercitare gli sport nautici oltre ad altre strutture e il turismo interessato all'arte. In tutte le località della comarca infatti sono presenti monumenti principalmente di arte romanica, in particolare ad Aguilar, dichiarata Conjunto Historico y Artistico.
Su di essa e sui suoi monumenti esistono diversi studi e pubblicazioni, fra le quali un articolo del celebre scrittore e filosofo basco Miguel de Unamuno (1864-1936) che la visitò nel 1921. Questo articolo fu poi aggiunto a una delle sue opere fondamentali già pubblicata nel 1912 Essenza della Spagna.

## Storia
Già dalla preistoria il territorio di Aguilar fu abitato da popolazioni cantabriche, sostituite dai Romani e poi dai Visigoti al dissolversi dell'Impero d'Occidente con la calata dei Barbari.
Durante l'occupazione musulmana della penisola iberica Aguilar fu un baluardo contro gli Arabi-Berberi che si spingevano verso nord. Pietro I, figlio primogenito del re di Castiglia Alfonso XI e di donna Eleonora di Guzmán fu signore di Aguilar. Morì senza lasciare discendenti e la signoria fu assegnata da Enrico II a suo fratello Tello di Castiglia conte di Viscaya che la tenne fino alla morte nel 1370 quando i re di Castiglia ottennero la Vizcaya e diedero la signoria di Aguilar al pronipote di don Tello Garci Fernandez Manrique de Lara attribuendogli nel 1480 il titolo di marchese di Aguilar, trasmissibile ai discendenti.
Nel 1520 al marchese di Aguilar fu dato il titolo di Grande di Spagna con i privilegi di essere considerato cugino del re, di essere chiamato Eccellenza e di potere stare con il capo coperto davanti ai sovrani. Nel 1517 fu ospite nel palazzo dei marchesi Carlo I re di Spagna, che divenne in seguito Carlo V imperatore del Sacro Romano Impero. Era accompagnato dalla sorella donna Eleonora nel suo primo viaggio in Spagna come re. Nei secoli XVII e XVIII la situazione di Aguilar fu prospera come nel resto della Spagna, che traeva vantaggi dall'impero coloniale e l'economia si basò, oltre che sull'agricoltura, sul tessile e sulla industria molitoria.
Agli inizi del XIX secolo fu occupata dalle truppe napoleoniche francesi e subì molti danni compreso l'incendio del convento di Santa Clara. Nel 1950 si iniziò la costruzione del bacino artificiale inaugurato nel 1963 e negli anni sessanta si sviluppò l'industria della produzione di biscotti e altri prodotti simili, che caratterizzano oggi la città.

## Monumenti
I monumenti interessanti sono diversi: il Monasterio de Santa Maria la Real che risale ai secoli XI-XII di stile romanico, restaurato nel 1987 e sede oggi di istituti culturali. A seguito della legge di desamortización di Mendizábal del 1835 con la quale vennero confiscati i beni immobiliari ecclesiastici e dei monasteri i monaci praticamente furono costretti ad andarsene e non tornarono più. È stato dichiarato monumento nazionale. La Colegiata de san Miguel del XIV secolo, di origine visigota, sede di un museo archeologico, le chiese di Santa Cecilia del XIII secolo, di San Andrés del XII secolo, il monastero di Santa Clara del 1430, incendiato dai francesi durante la guerra d'indipendenza e ricostruito, il Castello, che si innalza sopra una montagna rocciosa a 970 metri d'altitudine, costruito sopra un castro iberico nei secoli XI-XII.
Altri monumenti sono: le Mura del XII secolo che avevano sette porte e se ne conservano sei, il Palacio de Manrique detto anche dei marchesi de Aguilar del XVI secolo, il Palacio de los Villalobos de Villatorre del XVI secolo, le case: del Cura, del XVI secolo, de Marios Gutierrez del XVII, de los Velarde dello stesso secolo, De los 7 Linajes di stile mudéjar, con mascheroni che rappresentano i sette vizi capitali, de santa Maria la Real del 1754 e la casona de Juan de Mier y Teràn del XVI secolo (con il termine casona si indica una grande casa di famiglia nobile più importante di una casa ma non ancora un palazzo). Interessante è pure il Barrio judio con la sinagoga, ove risiedevano gli ebrei e avevano le loro concerie, che utilizzarono in esclusiva fino alla loro cacciata decretata dai Re Cattolici.

## Dintorni
A 27 km Herrera de Pisuerga e, con un bel percorso sulle verdi montagne della Cordigliera Cantabrica, a 33 km Cervatos con una Collegiata romanica dell'XI secolo, a 38 km Reinosa sull'embalse (bacino artificiale) alimentato dalle fonti dell'Ebro.

## Feste
Non ci sono feste che si distacchino per originalità da quelle tradizionalmente presenti in ogni paese spagnolo: il Carnevale, la Settimana santa, le feste patronali; oltre a queste vi sono la Fiesta de san Isidro il 15 giugno, la Fiesta de la paella Ollerense dichiarata di interesse turistico regionale che si svolge a Olleros de Pisergua e la Fiesta de san Cristobal del 13 maggio.

## Economia
In città si trova la sede della Galletas Gullón, la più grande azienda produttrice di biscotti in Spagna.